# Ungläubiger Thomas (Verrocchio)

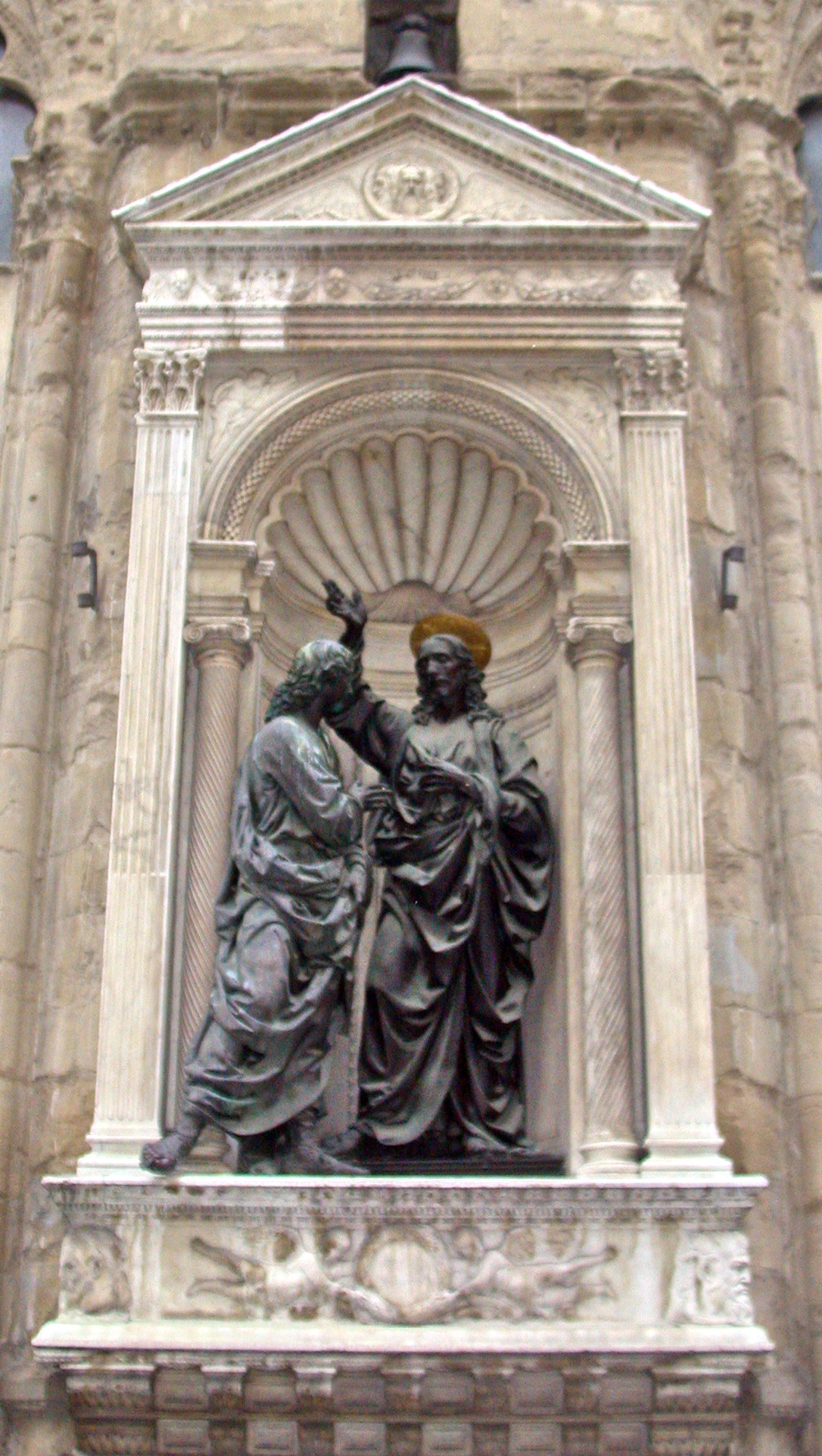
Die Nische

Die Statuengruppe des Ungläubigen Thomas (italienisch Incredulità di San Tommaso) von Andrea del Verrocchio ist Teil des Zyklus von vierzehn Statuen der Gilden und Zünfte von Florenz in den Nischen außerhalb der Kirche von Orsanmichele. Sie wurde vom Tribunale di Mercatanzia beauftragt und stammt aus den Jahren 1466/67–1483. Sie ist aus Bronze und 241 cm (Christus) und 203 cm (Heiliger Thomas) hoch und die einzige Skulptur in der Gruppe, die als Halbplastik ausgeführt ist. Abgesehen von den Köpfen ist es ein hohles Hochrelief ohne Rückseite. Heute befindet sie sich im Museum von Orsanmichele, während sie draußen durch eine Kopie ersetzt wurde. Aufgrund ihrer Beschaffenheit ist sie die einzige im Museum, die in einer Nische steht.

## Geschichte
Der zentrale Ädikula an der Hauptstraße (Via de’ Calzaiuoli) war dem Tribunale di Mercatanzia vorbehalten, dem Organ, das Rechts- und Verwaltungsangelegenheiten zwischen den Handwerkern regelt. Wie Vasari berichtet gehörte die Nische der Partei der Guelfen und wurde ursprünglich von Donatello mit Hilfe von Michelozzo entworfen und gebaut. In der Vergangenheit befand sich dort bis etwa 1460 die vergoldete Bronzestatue von San Ludovico di Tolosa von Donatello, die dann an die Fassade von Santa Croce und von hier aus in das Museum von Santa Croce überging.
1463 wurde die Ädikula vom Tribunale erworben, die Verrocchio 1466 mit der Errichtung eines neuen Denkmals beauftragte. Ein Dokument aus dem Jahr 1468 enthält die Entscheidung zwei Statuen zu schaffen. Zwischen 1473 und 1476 wurde der Entwurf mit der Christusfigur verwirklicht, der erst 1483 der heilige Thomas hinzugefügt wurde.
Das Thema wurde gewählt, weil es mit der Rolle der Justiz verbunden ist, die die Fakten bewerten und mit Beweisen belegen muss.
Die Gruppe wurde 1988 aus der Nische entfernt und 1992 vom Opificio delle Pietre Dure restauriert. Gleichzeitig wurde auch die Kopie für die Außenseite angefertigt.

## Beschreibung

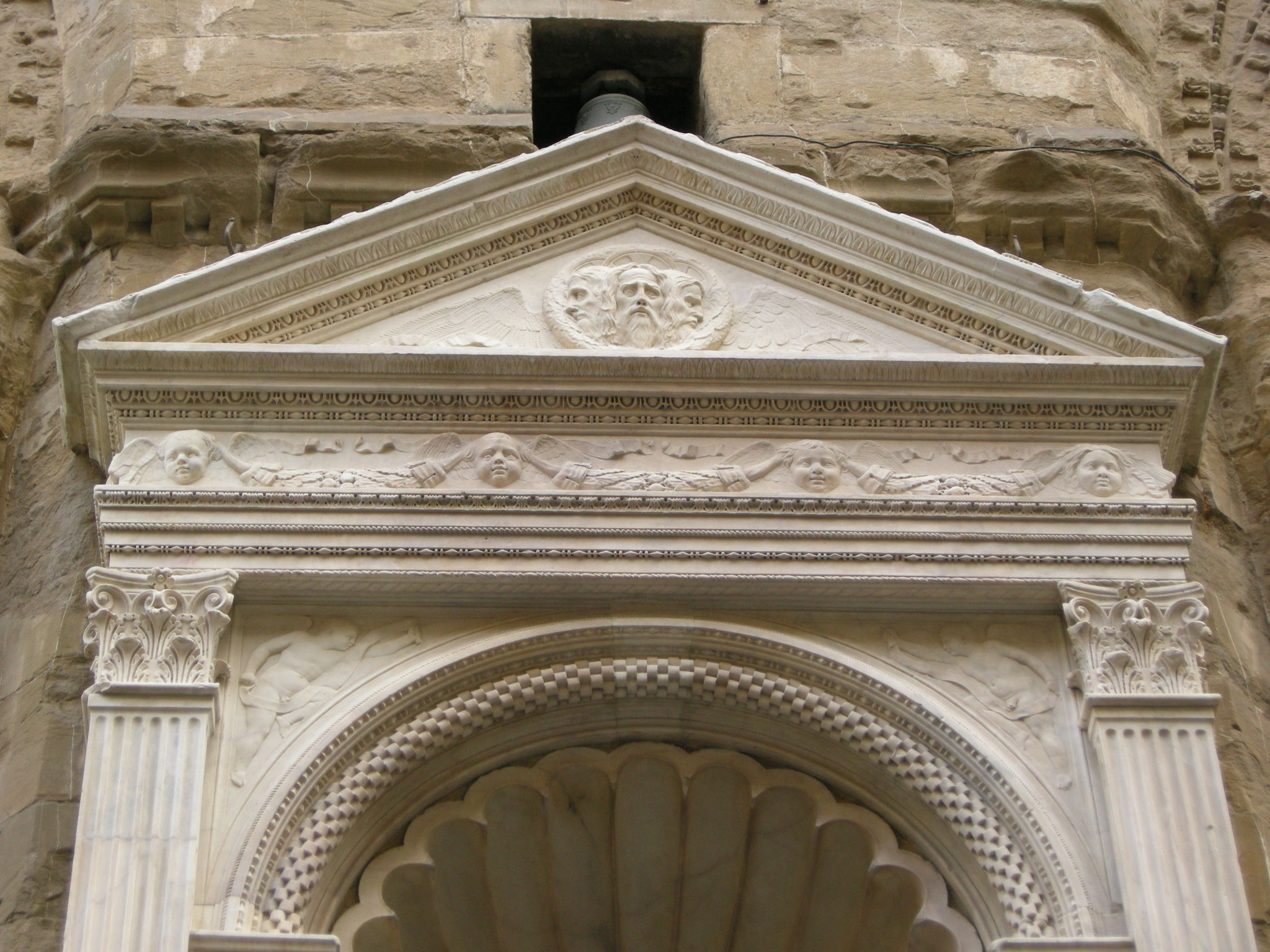
Oberer Teil der Nische

Die Gestaltung der Ädikula gehört zu den vollständig aus der Renaissance stammenden Orsanmichele. die gotischen Bogen fehlen und stattdessen gibt es einen Rundbogen, die wie die Valva einer Muschel verziert ist und von zwei kleine Säulen mit ionischen Kapitellen getragen wird. Zwei korinthische Pilaster halten einen Fries von Putten und Girlanden und ein Tympanon, auf dem die Dreifaltigkeit in einem Kranzmedaillon dargestellt ist. Die Wolken rund um den Bogen sind mit Puttenreliefs verziert, die sich auch auf der Basis befinden, während sie im Flug einen Clipeus halten. An den Seiten der Basis befinden sich zwei Maskarone.
Die Gruppe von Christus und Heiligen Thomas zeigt eine Episode aus dem Evangelium (Johannes 20, 24–29), in welcher der Apostel den auferstandenen Christus bezweifelt, und deshalb vom Erlöser eingeladen wird mit der Hand seine Wunde an der Seite zu berühren. Innovativ ist die Idee, die heiligen Gestalten wie im Dialog miteinander in einer theatralischen Simulation darzustellen. Christus wird dargestellt, wenn er seinen Arm hebt und sein Kleid bewegt, um die Wunde dem Jünger zu zeigen, der ungläubig aussieht und sie berührt.
Die Gruppe wurde bald für die glückliche Wahl der Komposition, für die Ausdrucksformen der Protagonisten und für die Geschicklichkeit bewundert, mit der das Problem des engen Raumes der Nische gelöst wurde. Thomas wird tatsächlich eine Stufe unter Christus gestellt, sein Bein bedeckt die Basis einer der Säulen und sein rechter Fuß kommt aus der Nische und „durchbohrt“ den Raum. Das Gewand ist schwer und fällt als wäre es nass, ein Stilmerkmal, das auch der Schüler Botticelli aufgegriffen hat.
Während der Restaurierung wurde die ausgezeichnete Ausführung überprüft, mit der Beherrschung der Wachsausschmelztechnik, die nur eine einzelne Lücke für jede der Figuren erlaubte. Um Fehler beim Gießen zu vermeiden, wurde eine hohe Metalldicke erzeugt, die anschließend mit außergewöhnlicher Sorgfalt bearbeitet, gemeißelt und poliert wurde.

## Bildergalerie

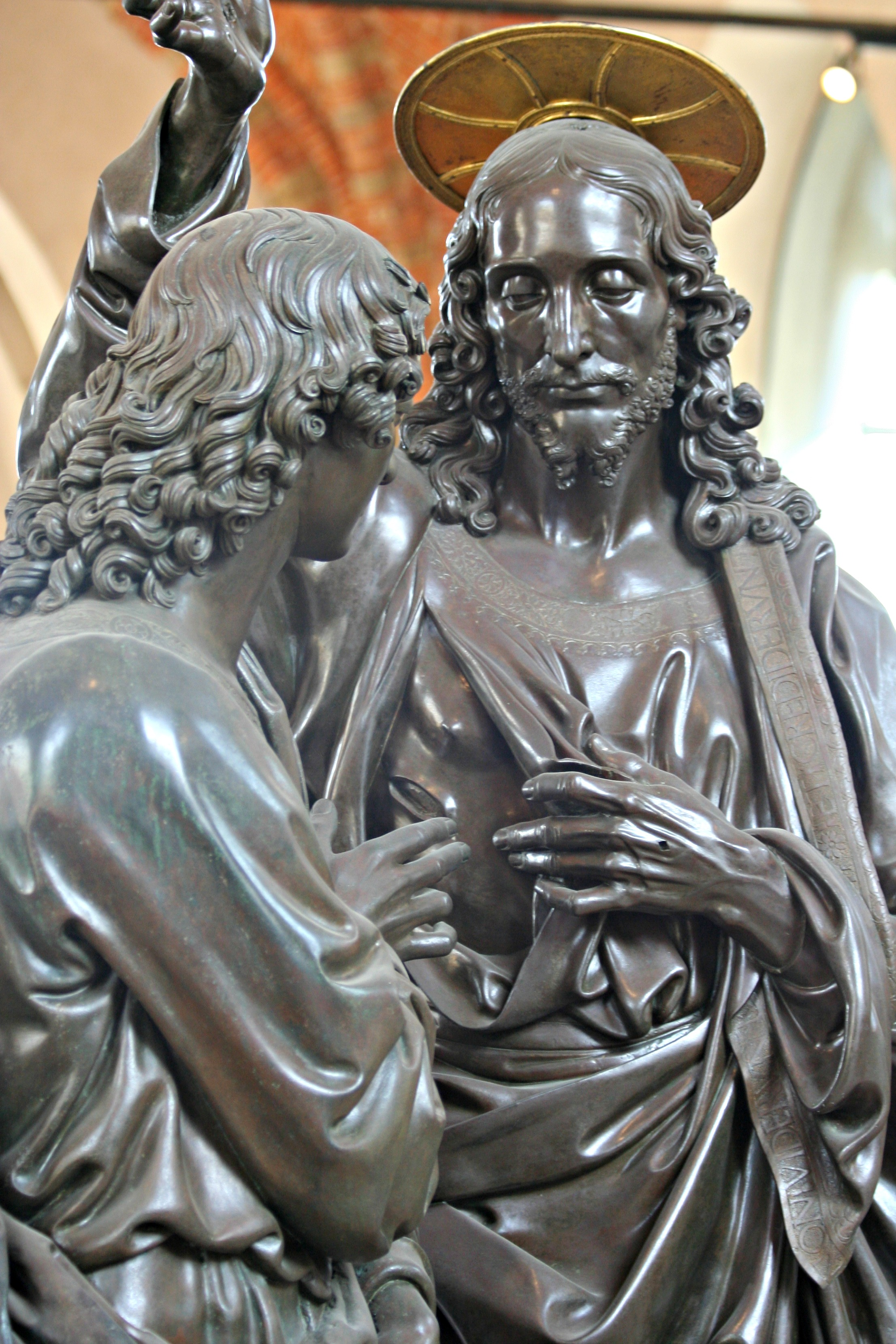
Detail
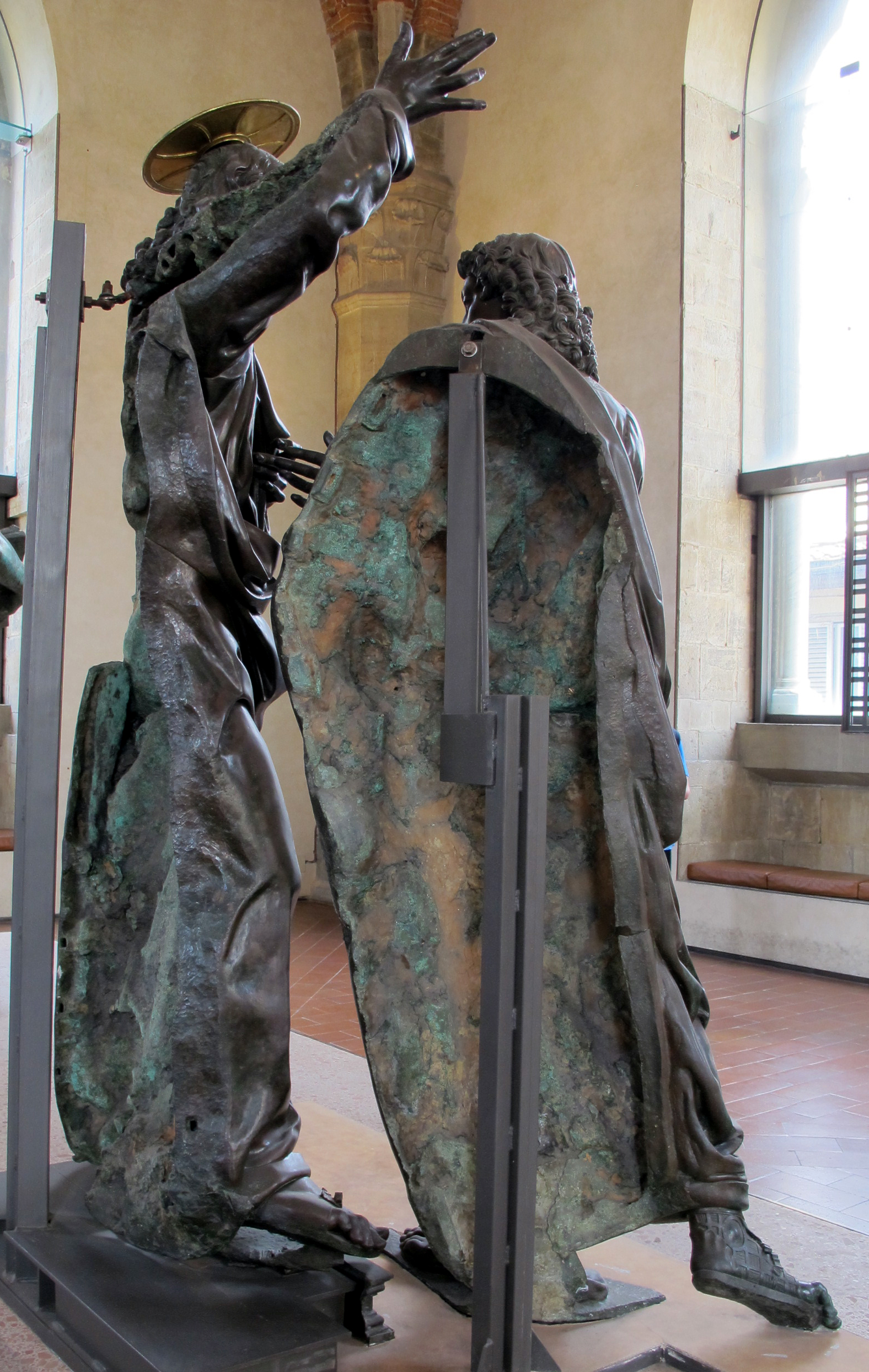
Die Rückseite
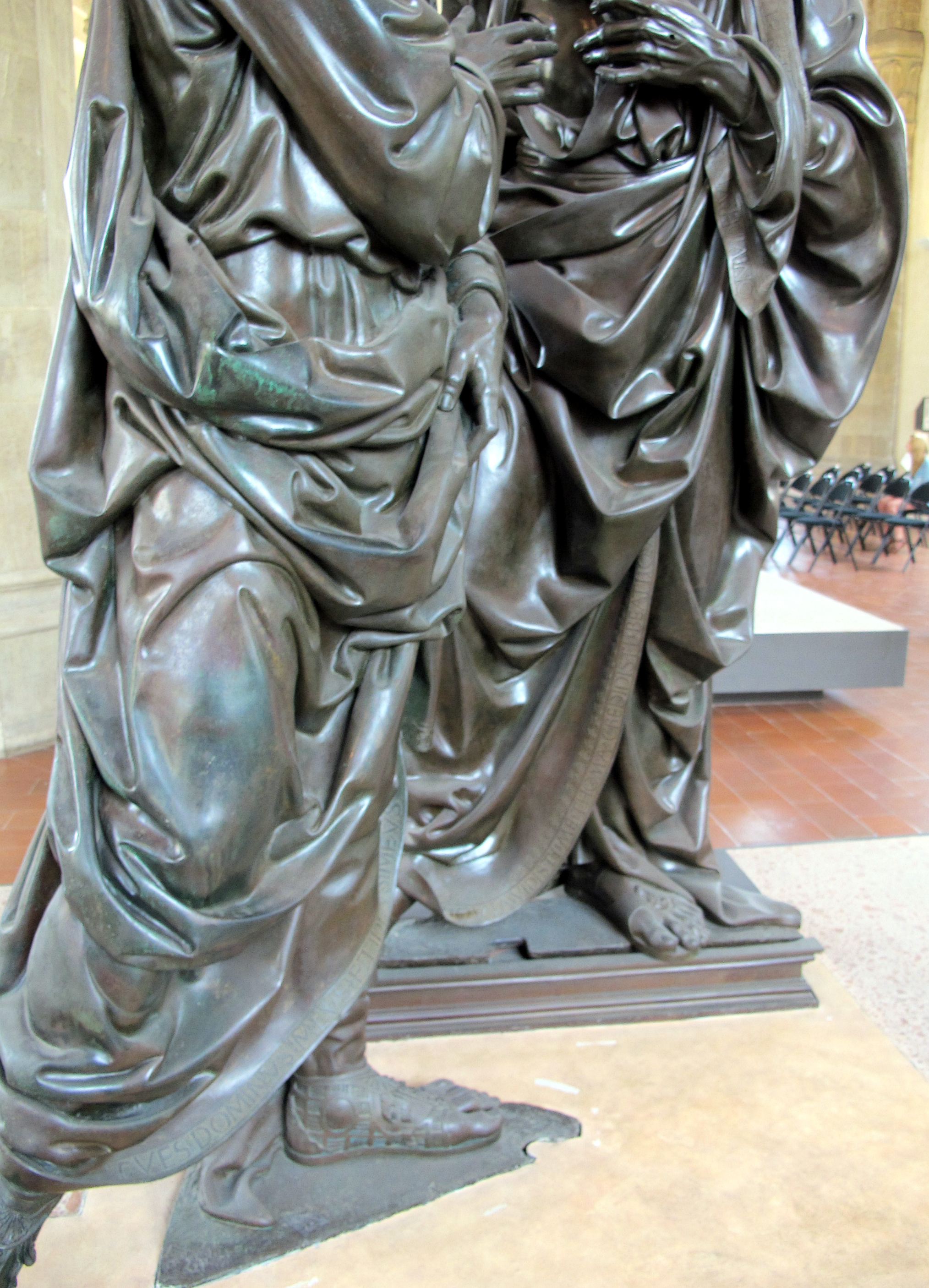
Der Stoff
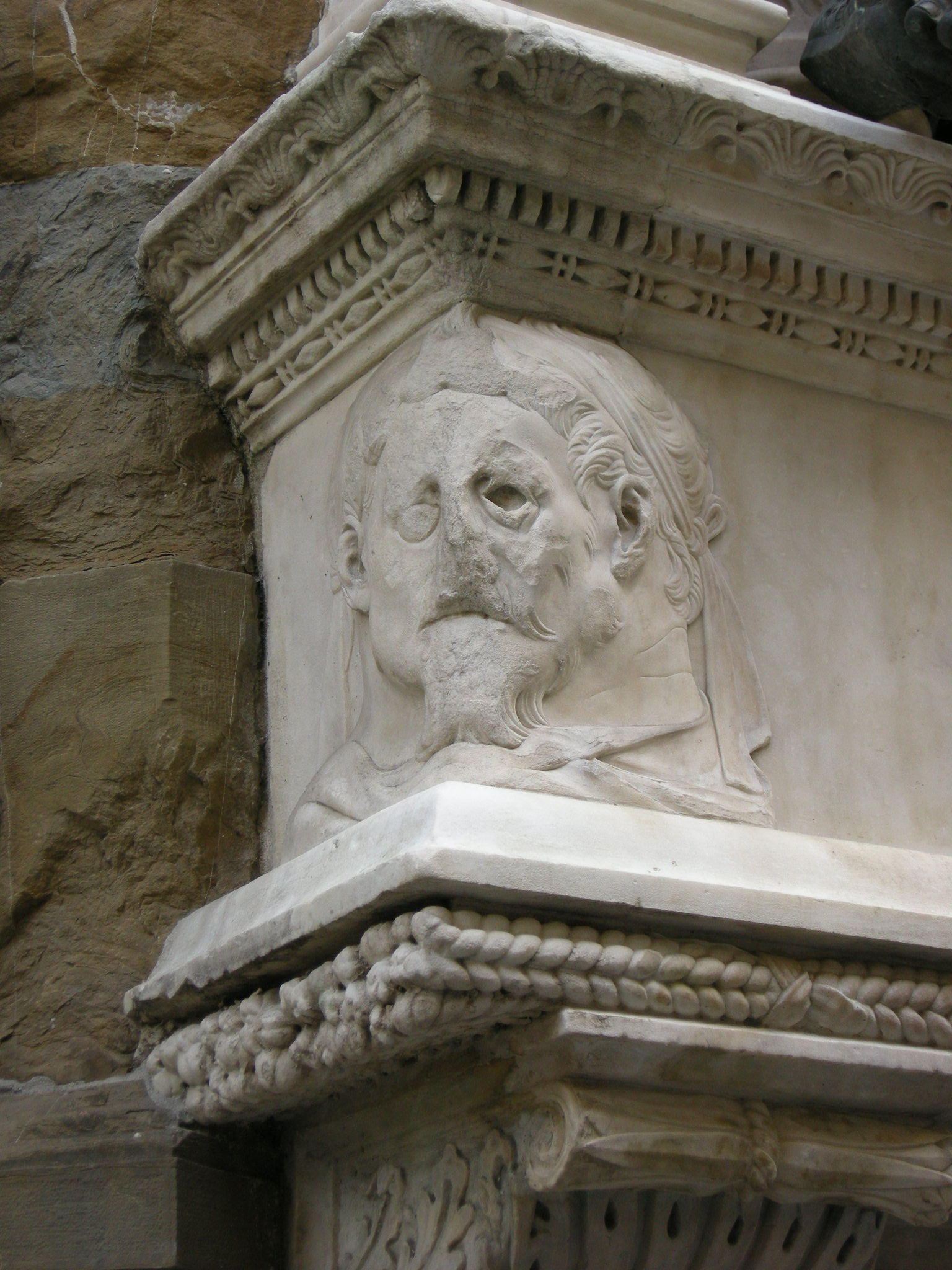
Maskaron
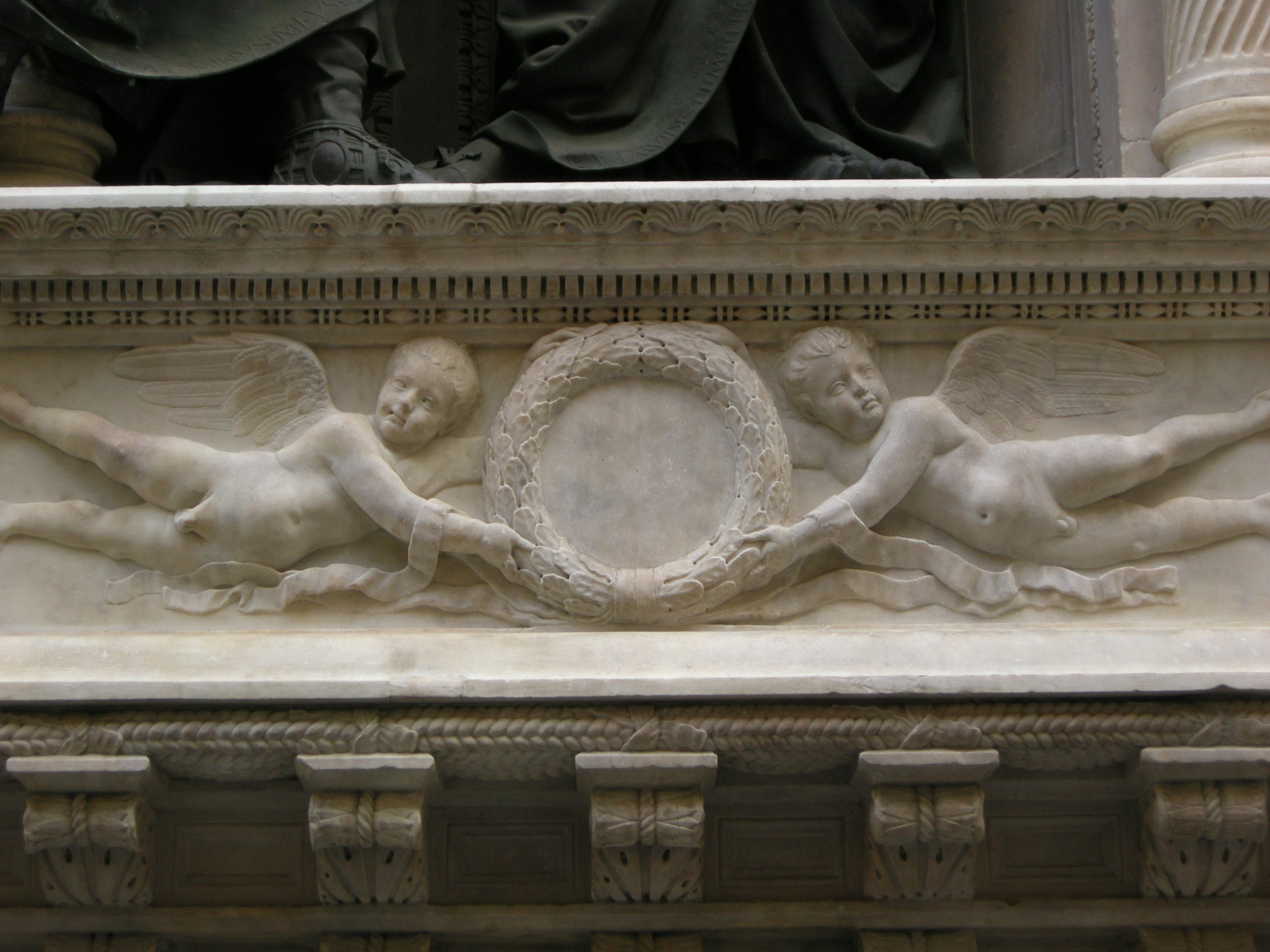
Putto
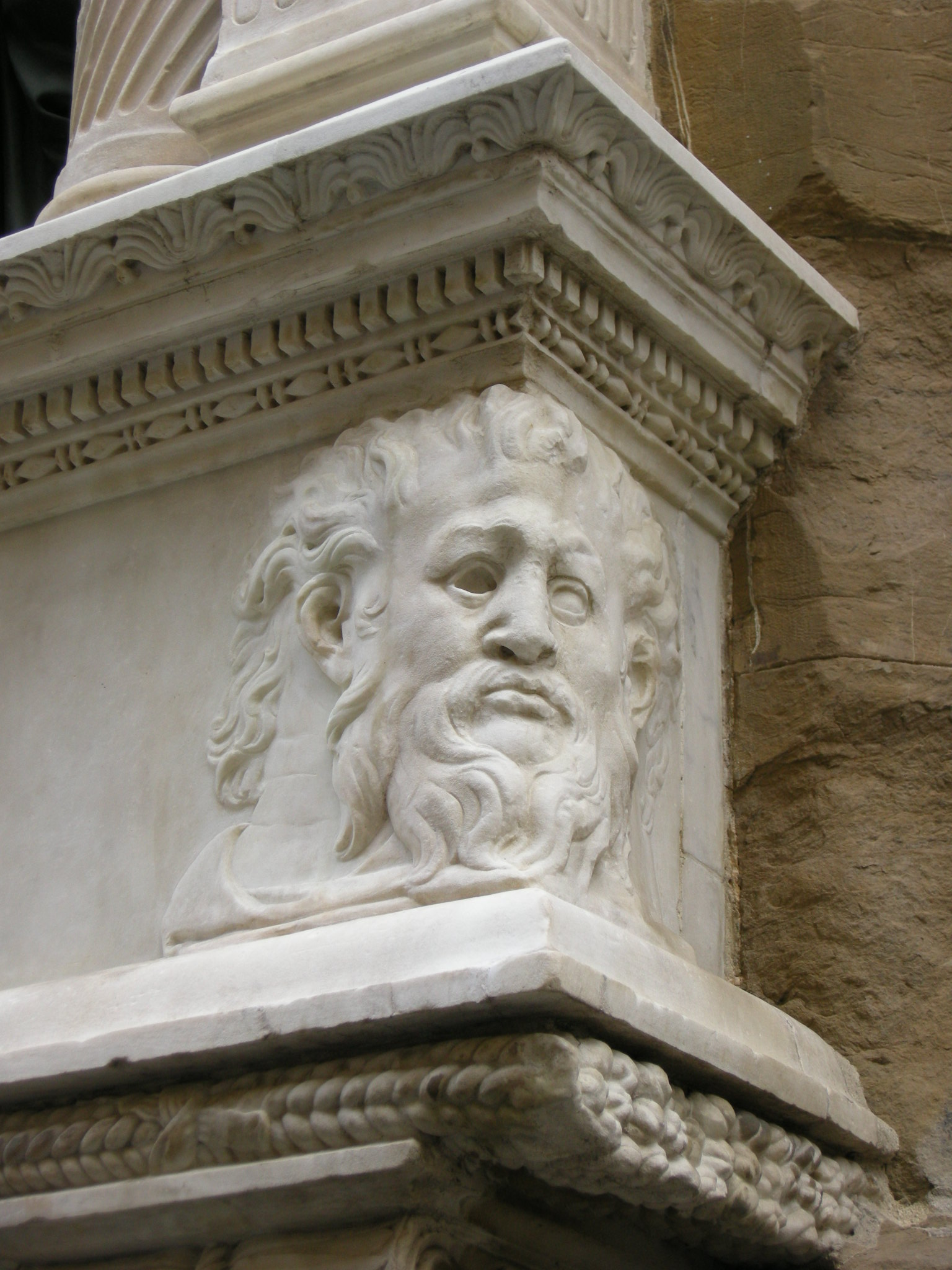
Maskaron